# Gonzales (Teksas)
Gonzales je grad u američkoj saveznoj državi Teksas. Prema popisu stanovništva iz 2010. u njemu je živjelo 7.237 stanovnika.